# 법성포초등학교
법성포초등학교는 대한민국 전라남도 영광군 법성면 대덕리에 있는 초등학교이다.

## 학교 연혁
- 1908년 7월 4일 사립법성보통학교 개교
- 1910년 6월 20일 사립법성보통학교 개칭
- 1916년 7월 13일 교사 이전
- 1920년 9월 13일 법성공립보통학교(4년제) 개편설립인가 8월 30일
- 1925년 4월 1일 6년제 개편
- 1938년 4월 1일 법성포동공립심상소학교로 개칭[1]
- 1939년 9월 1일 현 위치로 이전
- 1941년 4월 1일 법성포동공립국민학교로 개칭[2]
- 1946년 4월 1일 법성포국민학교로 개칭
- 1993년 9월 1일 4개 분교장(안마, 송이, 오도, 각이) 편입
- 1994년 3월 1일 석만분교장, 오도분교장 폐교
- 1996년 3월 1일 삼덕국민학교 통폐합
- 1996년 3월 1일 법성포초등학교로 개칭[3]
- 1996년 9월 1일 각이분교장 통폐합
- 2000년 3월 1일 진량분교장 본교 편입
- 2008년 3월 1일 송이분교장 통폐합
- 2013년 3월 1일 진량분교장 통폐합
- 2020년 2월 11일 제99회 졸업(총 졸업생수 13,676명)
- 2020년 3월 1일 제27대 나광수 교장 부임
- 2025년 3월 1일 안마분교장 통폐합

## 참고 자료
- 법성포초등학교 - 한국교육학술정보원 학교알리미